# Warner Bros.
Warner Bros. Entertainment, Inc., ofta kallat endast Warner Bros, är ett amerikanskt filmbolag som är ett av världens största företag inom film- och tv-branschen. 
Warner Bros. är ett dotterbolag inom Time Warner-koncernen, och har sitt huvudkontor i Burbank, Kalifornien. Warner Bros. är ett av medlemsföretagen i Motion Picture Association.

## Historik

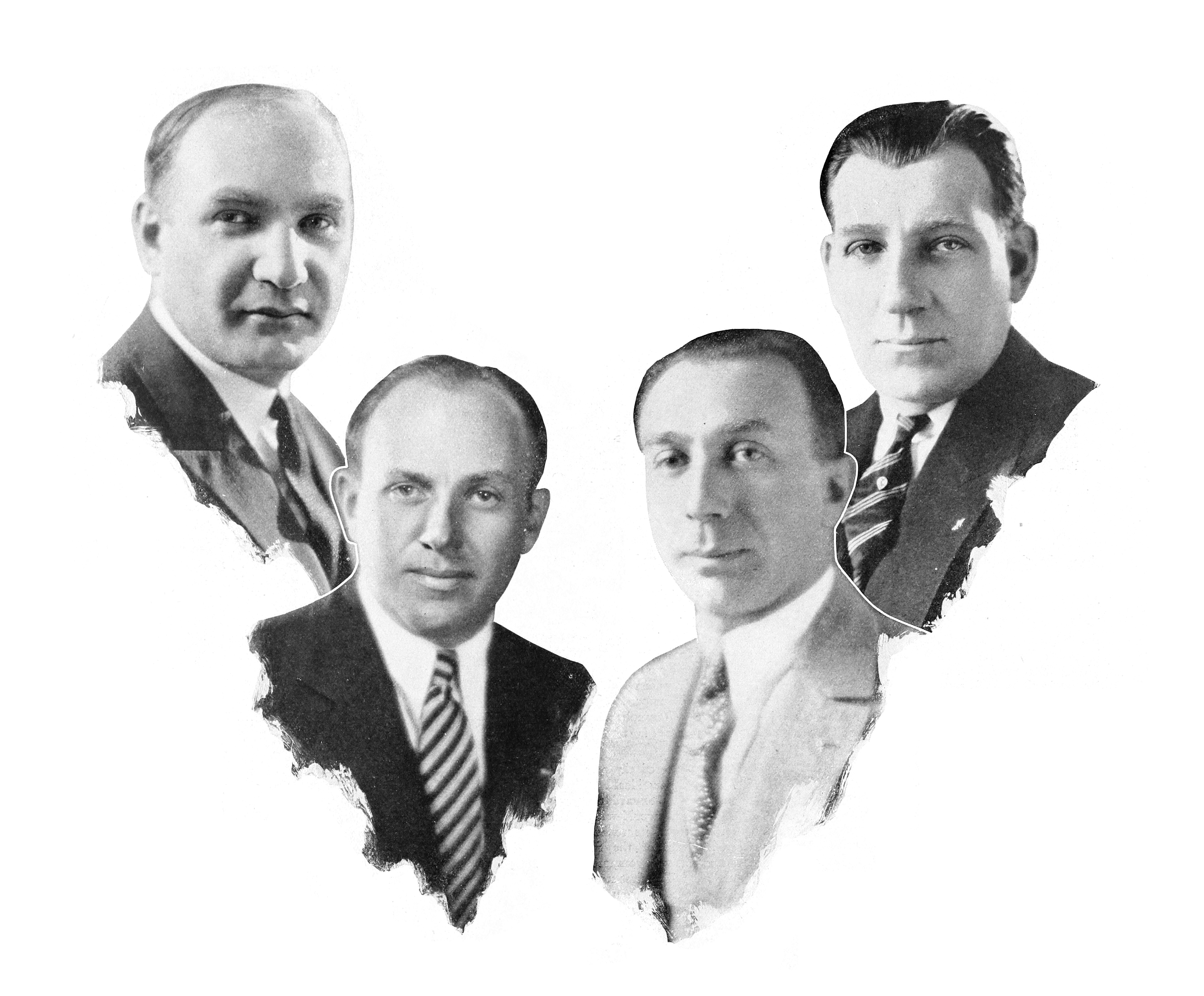
De fyra bröderna Warner som bolaget är namngivet efter: Albert, Jack, Harry och Sam.

Det ursprungliga bolaget Warner Bros. Studios grundades 4 april 1923 av de fyra bröderna Warner, som emigrerat från Polen respektive Kanada till USA:
- Harry Warner (1881–1958)
- Albert Warner (1882–1967)
- Sam Warner (1887–1927)
- Jack Warner (1892–1978)

År 1927 tog Warner Bros. en stor risk när de bestämde sig för att satsa på ljudfilm och investerade i filmen Jazzsångaren med Al Jolson i huvudrollen. Filmen blev en enorm succé och kom att betala sig många gånger om. Detta fick alla filmbolag i Hollywood att börja satsa på ljudfilm, och efter detta blev Warners ett av de stora filmbolagen.

## Filmer genom åren (i urval)

### 1920-talet
- 1926 – Don Juan
- 1927 – Jazzsångaren
- 1928 – Den sjungande narren

### 1930-talet
- 1931 – Public Enemy - samhällets fiende nr 1
- 1932 – Jag är en förrymd kedjefånge
- 1933 – 42:a gatan
- 1935 – Den stora razzian
- 1935 – Kapten Blod
- 1936 – Louis Pasteur
- 1937 – Emile Zolas liv
- 1938 – Fyra döttrar
- 1938 – Robin Hoods äventyr
- 1939 – Elisabeth och Essex
- 1939 – Seger i mörkret
- 1940 – Allt detta och himlen därtill
- 1940 – Brevet

### 1940-talet
- 1941 – Riddarfalken från Malta
- 1941 – Sergeant York
- 1942 – Casablanca
- 1942 – Yankee Doodle Dandy
- 1943 – En dag skall komma
- 1944 – Arsenik och gamla spetsar
- 1945 – Mildred Pierce – en amerikansk kvinna
- 1946 – Utpressning
- 1947 – Han stannade över natten
- 1948 – Sierra Madres skatt
- 1949 – Norr om Rio Grande
- 1950 – Kvinnor i fängelse

### 1950-talet
- 1951 – Linje Lusta
- 1951 – Med flaggan i topp
- 1952 – Röde piraten
- 1953 – Västerns vilda dotter
- 1954 – En stjärna föds
- 1955 – Nattpermission
- 1955 – Öster om Eden
- 1956 – Förföljaren
- 1956 – Jätten
- 1956 – Sköna Helena av Troja
- 1957 – Spirit of St. Louis
- 1958 – Min fantastiska tant
- 1959 – Rio Bravo
- 1960 – Storslam i Las Vegas

### 1960-talet
- 1961 – Feber i blodet
- 1962 – Music Man
- 1964 – Indianerna
- 1964 – My Fair Lady
- 1966 – Vem är rädd för Virginia Woolf?
- 1967 – Camelot
- 1967 – Bonnie och Clyde
- 1967 – Rebell i bojor
- 1968 – Bullitt
- 1968 – De gröna baskrarna
- 1968 – Rachel, Rachel
- 1969 – Det vilda gänget
- 1969 – The Valley of Gwangi
- 1970 – Woodstock

### 1970-talet
- 1971 – A Clockwork Orange
- 1971 – Dirty Harry
- 1971 – THX 1138
- 1972 – Bill McKay – utmanaren
- 1972 – Den sista färden
- 1973 – Exorcisten
- 1973 – Magnum Force
- 1974 – Det våras för sheriffen
- 1974 – Skyskrapan brinner!
- 1975 – Barry Lyndon
- 1975 – En satans eftermiddag
- 1976 – Alla presidentens män
- 1976 – En stjärna föds
- 1977 – Hetsjakten
- 1977 – Sa jag adjö när jag kom?
- 1978 – Movie Movie
- 1978 – Superman – The Movie
- 1979 – Blåst på konfekten
- 1979 – Poseidons hemlighet
- 1980 – The Shining
- 1980 – Tom i bollen

### 1980-talet
- 1981 – En brud för mycket
- 1981 – Excalibur
- 1981 – Superman II – Äventyret fortsätter
- 1982 – Blade Runner
- 1982 – Firefox
- 1982 – Garp och hans värld
- 1983 – Ett päron till farsa!
- 1983 – Rätta virket
- 1983 – Stålmannen går på en krypto-nit
- 1984 – Den oändliga historien
- 1984 – Greystoke: Legenden om Tarzan, apornas konung
- 1984 – Polisskolan
- 1985 – Ett päron till farsa på semester i Europa
- 1985 – Goonies – Dödskallegänget
- 1985 – Polisskolan 2 – Första uppdraget
- 1985 – Purpurfärgen
- 1986 – Cobra
- 1986 – Heartbreak Ridge
- 1986 – Little Shop of Horrors
- 1986 – Polisskolan 3 – Begåvningsreserven
- 1987 – Dödligt vapen
- 1987 – Full Metal Jacket
- 1987 – Häxorna i Eastwick
- 1987 – Polisskolan 4 – Kvarterspatrullen
- 1987 – Solens rike
- 1987 – Stålmannen i kamp för freden
- 1988 – De dimhöljda bergens gorillor
- 1988 – Den tillfällige turisten
- 1988 – Farligt begär
- 1988 – Moonwalker
- 1988 – Nico: Above the Law
- 1988 – Polisskolan 5 – Uppdrag Miami Beach
- 1989 – Batman
- 1989 – Dödligt vapen 2
- 1989 – Ett päron till farsa firar jul
- 1989 – Polisskolan 6 – Går under jorden
- 1990 – Häxor
- 1990 – Joe och vulkanen
- 1990 – Maffiabröder

### 1990-talet
- 1991 – Den siste scouten
- 1991 – JFK
- 1991 – Robin Hood: Prince of Thieves
- 1992 – Batman – återkomsten
- 1992 – Bodyguard
- 1992 – De skoningslösa
- 1992 – Dödligt vapen 3
- 1992 – Under belägring
- 1993 – Dave
- 1993 – Griniga gamla gubbar
- 1993 – Jagad
- 1993 – Rädda Willy
- 1994 – Den galopperande detektiven
- 1994 – Maverick
- 1994 – Natural Born Killers
- 1994 – Polisskolan 7: Uppdrag i Moskva
- 1994 – Richie Rich
- 1995 – Ace Ventura – Den galopperande detektiven rider igen
- 1995 – Batman Forever
- 1995 – Broarna i Madison County
- 1995 – Outbreak – i farozonen
- 1995 – Under belägring 2
- 1996 – Eraser
- 1996 – Juryn – A Time to Kill
- 1996 – Space Jam
- 1997 – Batman & Robin
- 1997 – Djävulens advokat
- 1997 – Ett päron till farsa i Las Vegas
- 1997 – Kontakt
- 1997 – L.A. konfidentiellt
- 1998 – Du har mail
- 1998 – Dödligt vapen 4
- 1998 – U.S. Marshals
- 1999 – Analysera mera
- 1999 – Eyes Wide Shut
- 1999 – Matrix
- 1999 – Wild Wild West
- 2000 – Miss Secret Agent
- 2000 – Oss torpeder emellan
- 2000 – Space Cowboys

### 2000-talet
- 2001 – A.I. – Artificiell Intelligens
- 2001 – Harry Potter och de vises sten
- 2001 – Ocean's Eleven
- 2001 – Training Day
- 2002 – Du går mig på nerverna … – analysera ännu mera!
- 2002 – Harry Potter och Hemligheternas kammare
- 2002 – Scooby Doo
- 2003 – Den siste samurajen
- 2003 – Mystic River
- 2003 – The Matrix Reloaded
- 2003 – The Matrix Revolutions
- 2004 – Harry Potter och fången från Azkaban
- 2004 – Million Dollar Baby
- 2004 – Ocean's Twelve
- 2004 – Scooby Doo 2 – Monstren är lösa
- 2004 – Troja
- 2005 – Batman Begins
- 2005 – Harry Potter och den flammande bägaren
- 2005 – Kalle och chokladfabriken
- 2005 – Miss Secret Agent 2
- 2006 – Happy Feet
- 2006 – Superman Returns
- 2006 – V för Vendetta
- 2007 – 300
- 2007 – Harry Potter och Fenixorden
- 2007 – I Am Legend
- 2007 – Michael Clayton
- 2007 – Ocean's Thirteen
- 2008 – Get Smart
- 2008 – Gran Torino
- 2008 – The Dark Knight
- 2008 – Yes Man
- 2009 – Baksmällan
- 2009 – Harry Potter och halvblodsprinsen
- 2009 – Sherlock Holmes
- 2009 – The Blind Side
- 2010 – Due Date
- 2010 – Harry Potter och dödsrelikerna – Del 1
- 2010 – Inception

### 2010-talet
- 2011 – Baksmällan del II
- 2011 – Harry Potter och dödsrelikerna – Del 2
- 2011 – J. Edgar
- 2011 – Sherlock Holmes: A Game of Shadows
- 2012 – Argo
- 2012 – Magic Mike
- 2012 – The Dark Knight Rises
- 2012 – Wrath of the Titans
- 2013 – Den store Gatsby
- 2013 – Gravity
- 2013 – Man of Steel
- 2013 – Pacific Rim
- 2014 – 300: Rise of an Empire
- 2014 – American Sniper
- 2014 – Godzilla
- 2014 – Interstellar
- 2014 – Lego-filmen
- 2015 – Creed
- 2015 – Mad Max: Fury Road
- 2015 – Magic Mike XXL
- 2015 – San Andreas
- 2016 – Batman v Superman: Dawn of Justice
- 2016 – Fantastiska vidunder och var man hittar dem
- 2016 – Legenden om Tarzan
- 2016 – Suicide Squad
- 2017 – Dunkirk
- 2017 – Justice League
- 2017 – Kong: Skull Island
- 2017 – Wonder Woman
- 2018 – A Star Is Born
- 2018 – Fantastiska vidunder: Grindelwalds brott
- 2018 – Ocean's 8
- 2018 – Ready Player One
- 2019 – Godzilla: King of the Monsters
- 2019 – Joker
- 2019 – Shazam!
- 2020 – Birds of Prey
- 2020 – Tenet
- 2020 – Wonder Woman 1984

### 2020-talet
- 2021 – Dune
- 2021 – Godzilla vs. Kong
- 2021 – Space Jam: A New Legacy
- 2021 – The Matrix Resurrections
- 2021 – The Suicide Squad
- 2021 – Tom & Jerry
- 2022 – Elvis
- 2022 – Fantastiska vidunder: Dumbledores hemligheter
- 2022 – The Batman